# Voščikovke
Voščikovke (lat. Ceratophyllales), maleni biljni red dvosupnica kojemu pripada samo jedna porodica (Ceratophyllaceae) s pet vrsta vodenih trajnica unutar jednog roda poznatog kao voščika ili ceratofilum (Ceratophyllum). Ovaj red jedini je u nadredu Ceratophyllanae.
Ove vrste raširene su širom svijeta, uključujući i Australiju, a najraširenija među njima je Ceratophyllum demersum. U Hrvatskoj rastu mekana i kruta voščika. Obje vrste pročiščuju vodu i luče alelopatske tvari kojima priječi razvoj modrozelenih algi, fitoplankton i cijanobakterije.
Voščikovke nemaju korijena pa plutaju po vodi ili rastu potpuno potopljeno u ribnjacima, močvarama i tihim potocima u tropskim i umjerenim regijama. Kako nemaju korijena ponekad razviju modificirane listove s korijenskim izgledom, s kojima se mogu pričvrstiti za tlo ili neki predmet. Cvjetovi su sitni i neprimjetni, s muškim i ženskim cvjetovima na istoj biljci.
Voščikovke nude izvrsnu zaštitu ribarskim mrijestima, osigurava stanište za mlade ribe, ličinke insekata i ostale beskralješnjake. Zbog svog izgleda i visoke proizvodnje kisika često se koriste u slatkovodnim akvarijama. Popularnost Ceratophyllum kao akvarijske biljke pridonijela je njegovom globalnom širenju i potencijalnu invazivnu vrstu. 
Ceratophyllum se može koristiti za praćenje onečišćenja teškim metalima jer na njemu se nakupljaju tragovi olova i kadmija. Za suzbijanje ceratophylluma koriste se amuri Ctenopharyngodon idella.
Ceratophyllum demersum jedna je od rijetkih živih biljaka koje su odnesene u svemir; u siječnju 1998. godine uključena je u zajednicu vodenih organizama koji su letjeli brodom Space Shuttle Endeavour.

## Molekularno filogenetska analiza svojtiCeratophyllum
Ceratophyllum (Ceratophyllaceae) je među najzagonetnijim svojtama kritosjemenjača, čiji se filogenetski položaj gotovo neprestano mijenja tijekom posljednjih nekoliko desetljeća. Ceratophyllum spp. teško ih je identificirati koristeći se samo vegetativnom morfologijom, što je obično sve što je dostupno za ove vrlo klonske biljke. Molekularni filogenetski pristup korišten je za ispitivanje odnosa u rodu i osiguravanje molekularnih markera za olakšavanje identifikacije Ceratophyllum spp. Ova studija je uključila sve poznate Ceratophyllum spp. koji su razlučeni u zadnja dva taksonomska tretmana roda. Podaci o sekvenci za ITS i matK korišteni su za ispitivanje filogenetskih odnosa među vrstama. Molekularne analize lako razlikuju pet kladusa koji taksonomski odgovaraju C. echinatum, C. demersum, C. australe (uključujući C. tanaiticum), C. submersum i C. muricatum (uključujući C. muricatum subsp. muricatum i C. m. subsp. kossinskyi). U ovim analizama, primke morfološki različite C. platyacanthum nisu bile jasno diferencirane od nekih primaka C. demersum, možda kao posljedica vjerojatnog poliploidnog podrijetla ove svojte. Sve u svemu, molekularni podaci se ne slažu s nekim prethodnim studijama temeljenim na morfologiji ukazujući na (1) prisutnost više od dvije vrste u rodu, (2) da C. echinatum nije najbliži rođak C. submersum, (3) da C. muricatum je bliži C. submersum nego C. australe i (4) da je C. tanaiticum razdvojen u dobro poduprtom kladu s C. australe, koji se razlikuje od primjesa C. muricatum. Iako C. tanaiticum i C. australe spadaju u istu kladu u trenutnoj analizi, njihova visoka razina genetske divergencije, ekstremna geografska izolacija i značajno različite morfologije podržavaju njihovo prepoznavanje kao različite vrste. Raspravlja se i o horološkim i paleobotaničkim aspektima novih rezultata.

## Vrste
1. Ceratophyllum australe Griseb.
2. Ceratophyllum demersum L.
3. Ceratophyllum echinatum A.Gray
4. Ceratophyllum muricatum Cham.
5. Ceratophyllum submersum L.
6. Ceratophyllum tanaiticum Sapjegin